# Ngalkbun
Ngalkbun är ett australiskt språk som talades av 20 personer år 2000. Ngalkbun talas i Nordterritoriet i norra Australien. Ngalkbun tillhör de gunwingguanska språken.